# Draft 1989 de la NFL
1988 1990
La draft 1989 de la NFL est la 54e draft NFL de la National Football League, permettant aux franchises de football américain de sélectionner des joueurs universitaires éligibles pour jouer professionnels. Le repêchage a eu lieu les 23 et 24 avril 1989, au New York Marriott Marquis de New York.
Avec le premier choix de sélection, les Cowboys de Dallas sélectionnent le quarterback Troy Aikman de UCLA.

## Draft
La Draft se compose de 12 tours, qui permettent 28 choix chacun (soit un par équipe en principe).
L'ordre des franchises est normalement décidé pour chaque tour par leurs résultats au cours de la saison précédente : plus une équipe réussit sa saison, plus son choix de draft sera tardif, et inversement. Par exemple, les Cowboys de Dallas, avec le pire bilan de la saison 1988 avec 3 victoires contre 13 défaites, obtiennent le premier choix de draft et le premier choix de chaque tour. À l'inverse les 49ers de San Francisco, vainqueurs du Super Bowl XXIII et donc champions en titre, obtiennent le dernier choix de chaque tour.
Les choix de draft peuvent aussi être échangés entre les équipes, contre d'autres choix de draft ou même des joueurs, ce qui explique que certaines franchises aient plusieurs choix ou même aucun durant un tour.
Les franchises peuvent enfin recevoir des choix de compensations en fin de tour, qui permettent à des équipes ayant perdu plus de joueurs qu'ils ne pouvaient en acquérir à l'inter-saison d'effectuer une sélection supplémentaire.

Légende :
- ° : Intronisé au Pro Football Hall of Fame
- † : Joueur sélectionné pour le Pro Bowl

### 1ertour
Les joueurs sélectionnés au premier tour :
| Choix | Équipe                             | Joueur                  | Position         | Université                      | Notes                 |
| ----- | ---------------------------------- | ----------------------- | ---------------- | ------------------------------- | --------------------- |
| 1     | Cowboys de Dallas                  | Troy Aikman°            | Quarterback      | Bruins d'UCLA                   | [ Note 1 ]            |
| 2     | Packers de Green Bay               | Tony Mandarich          | Offensive tackle | Spartans de Michigan State      |                       |
| 3     | Lions de Détroit                   | Barry Sanders°          | Running back     | Cowboys d'Oklahoma State        | [ Note 2 ]            |
| 4     | Chiefs de Kansas City              | Derrick Thomas°         | Linebacker       | Crimson Tide de l'Alabama       | [ Note 3 ]            |
| 5     | Falcons d'Atlanta                  | Deion Sanders°          | Cornerback       | Seminoles de Florida State      | [ Note 4 ]            |
| 6     | Buccaneers de Tampa Bay            | Broderick Thomas (en)   | Linebacker       | Cornhuskers du Nebraska         |                       |
| 7     | Steelers de Pittsburgh             | Tim Worley (en)         | Running back     | Bulldogs de la Géorgie          |                       |
| 8     | Chargers de San Diego              | Burt Grossman (en)      | Defensive end    | Panthers de Pittsburgh          |                       |
| 9     | Dolphins de Miami                  | Sammie Smith (en)       | Running back     | Seminoles de Florida State      |                       |
| 10    | Cardinals de Phoenix               | Eric Hill (en)          | Linebacker       | Tigers de LSU                   |                       |
| 11    | Bears de Chicago                   | Donnell Woolford (en) † | Defensive back   | Tigers de Clemson               | Raiders → Bears,      |
| 12    | Bears de Chicago                   | Trace Armstrong †       | Defensive end    | Gators de la Floride            | Redskins → Bears,     |
| 13    | Browns de Cleveland                | Eric Metcalf †          | Wide receiver    | Longhorns du Texas              | Broncos → Browns,     |
| 14    | Jets de New York                   | Jeff Lageman (en) †     | Defensive end    | Cavaliers de la Virginie        |                       |
| 15    | Seahawks de Seattle                | Andy Heck (en)          | Offensive tackle | Fighting Irish de Notre-Dame    | Colts → Seahawks,     |
| 16    | Patriots de la Nouvelle-Angleterre | Hart Lee Dykes (en)     | Wide receiver    | Cowboys d'Oklahoma State        |                       |
| 17    | Cardinals de Phoenix               | Joe Wolf (en)           | Offensive guard  | Eagles de Boston College        | Seahawks → Cardinals, |
| 18    | Giants de New York                 | Brian Williams (en)     | Centre           | Golden Gophers du Minnesota     |                       |
| 19    | Saints de La Nouvelle-Orléans      | Wayne Martin†           | Defensive end    | Razorbacks de l'Arkansas        |                       |
| 20    | Broncos de Denver                  | Steve Atwater°          | Defensive back   | Razorbacks de l'Arkansas        | Browns → Broncos      |
| 21    | Rams de Los Angeles                | Bill Hawkins (en)       | Defensive tackle | Hurricanes de Miami             |                       |
| 22    | Colts d'Indianapolis               | Andre Rison†            | Wide receiver    | Spartans de Michigan State      | Eagles → Colts,       |
| 23    | Oilers de Houston                  | David Williams (en)     | Offensive tackle | Gators de la Floride            |                       |
| 24    | Steelers de Pittsburgh             | Tom Ricketts (en)       | Offensive guard  | Panthers de Pittsburgh          | Vikings → Steelers,   |
| 25    | Dolphins de Miami                  | Louis Oliver (en)       | Defensive back   | Gators de la Floride            | Bears → Dolphins,     |
| 26    | Rams de Los Angeles                | Cleveland Gary (en)     | Running back     | Hurricanes de Miami             | Bills → Rams,         |
| 27    | Falcons d'Atlanta                  | Shawn Collins           | Wide receiver    | Lumberjacks de Northern Arizona | Bengals → Falcons,    |
| 28    | 49ers de San Francisco             | Keith DeLong (en) †     | Linebacker       | Volunteers du Tennessee         |                       |

#### Échanges1ertour
1. ↑    1. 11 Chicago envoie Willie Gault à Oakland pour un choix de premier tour en 1989 (11e) et un choix de troisième tour en 1990 (63e).
2. ↑    1. 12 Chicago reçoit un choix de premier tour en 1988 et un choix de premier tour en 1989 de Washington en compensation du recrutement de l'agent libre Wilber Marshall (en).
3. ↑    1. 13 Cleveland échange ses choix de premier (20e), deuxième (47e), cinquième (134e) et neuvième (241e) tours avec Denver pour un choix de premier tour (13e).
4. ↑    1. 15 Seattle envoie Fredd Young (en) à Indianapolis pour un choix de premier tour en 1989 (15e) et un choix de premier tour en 1990 (10e).
5. ↑    1. 17 Phoenix envoie Kelly Stouffer à Seattle pour un choix de cinquième tour en 1988 (120e) et un choix de premier tour en 1989 (17e).
6. ↑    1. 20 voir #13 Broncos → Browns
7. ↑    1. 22 Indianapolis envoie Ron Solt à Philadelphie pour des choix de premier (22e) et quatrième tours (106e).
8. ↑    1. 24 Pittsburgh envoie Mike Merriweather (en) au Minnesota pour un choix de premier tour (24e).
9. ↑    1. 25 Miami échange ses choix de deuxième (36e) et troisième tours (65e) avec Chicago pour un choix de premier tour (25e).
10. ↑    1. 26 Échange à trois équipes (Colts, Rams et Bills)

Indianapolis échange les droits du linebacker Cornelius Bennett, leur choix de premier tour de 1987 qu’il n’avait pas pu signer, avec Buffalo pour le linebacker Greg Bell (en) ainsi que les choix de premier tour des Bills en 1988 (14e) et 1989 (26e) et leur choix de deuxième tour en 89 (53e). Les Colts ont ensuite envoyé tout ce qu’ils ont reçu de Buffalo, ainsi que leur propre choix de premier tour en 1988 (20e), leurs choix de deuxième tour en 1988 (47e) et en 89 (45e) et le running back Owen Gill (en), aux Rams de Los Angeles, qui envoient Eric Dickerson à Indianapolis.
11. ↑    1. 27 Atlanta échange ses choix de deuxième (35e), quatrième (89e) et dixième (256e) tours avec Cincinnati pour un choix de premier tour (27e).

### Joueurs notables sélectionnés dans les tours suivants
| Choix | Équipe                             | Joueur                  | Position        | Université                            | Notes                  |
| ----- | ---------------------------------- | ----------------------- | --------------- | ------------------------------------- | ---------------------- |
| 29    | Cowboys de Dallas                  | Steve Wisniewski †      | Offensive guard | Nittany Lions de Penn State           |                        |
| 34    | Steelers de Pittsburgh             | Carnell Lake †          | Safety          | Bruins d'UCLA                         |                        |
| 39    | Cowboys de Dallas                  | Daryl Johnston †        | Fullback        | Orange de Syracuse                    | Raiders → Cowboys,     |
| 46    | Saints de La Nouvelle-Orléans      | Robert Massey (en) †    | Cornerback      | Eagles de North Carolina Central (en) |                        |
| 56    | 49ers de San Francisco             | Wesley Walls (en) †     | Tight end       | Rebels d'Ole Miss                     |                        |
| 57    | Cowboys de Dallas                  | Mark Stepnoski †        | Centre          | Panthers de Pittsburgh                |                        |
| 63    | Patriots de la Nouvelle-Angleterre | Marv Cook (en) †        | Tight end       | Hawkeyes de l'Iowa                    | Buccaneers → Patriots, |
| 85    | Cowboys de Dallas                  | Tony Tolbert †          | Defensive end   | Miners d'UTEP                         |                        |
| 126   | Jets de New York                   | Tony Martin (en) †      | Wide receiver   | Mavericks de Mesa State (en)          |                        |
| 132   | Oilers de Houston                  | Dave Meggett (en) †     | Running back    | Tigers de Towson                      |                        |
| 142   | Packers de Green Bay               | Chris Jacke †           | Kicker          | Miners d'UTEP                         |                        |
| 183   | Chargers de San Diego              | Larry Centers (en) †    | Running back    | Seminoles de Florida State            | Patriots → Chargers,   |
| 263   | Redskins de Washington             | Barry Foster (en) †     | Offensive guard | Vandals de l'Idaho                    |                        |
| 312   | Steelers de Pittsburgh             | Carlton Haselrig (en) † | Offensive guard | Pitt-Johnstown (en)                   | ,                      |
| ND    | Broncos de Denver                  | David Treadwell †       | Kicker          | Tigers de Clemson                     |                        |
| ND    | Saints de La Nouvelle-Orléans      | Bennie Thompson (en) †  | Safety          | Tigers de Grambling State (en)        |                        |
| ND    | Eagles de Philadelphie             | Rick Tuten (en) †       | Punter          | Seminoles de Florida State            |                        |

#### Échanges tours suivants
1. ↑    1. 39 Dallas échange les droits sur Steve Wisniewski et un choix de sixième tour (140e) avec Oakland pour des choix de deuxième (39e), troisième (68e) et cinquième tours (119e).
2. ↑    1. 63 La Nouvelle-Angleterre envoie Stephen Starring (en) à Tampa Bay pour un choix de troisième tour (63e).
3. ↑    1. 183 San Diego envoie Thomas Benson (en) à la Nouvelle-Angleterre pour un choix de septième tour (183e).

### Draft supplémentaire
Une draft supplémentaire a lieu pendant le 7 juillet 1989. Pour chaque joueur sélectionné dans la draft supplémentaire, l’équipe perd son choix lors de ce tour dans la draft de la saison suivante. Les Cowboys de Dallas, les Cardinals de Phoenix et les Broncos de Denver ont décidé de faire des choix de premier tour, les Bills de Buffalo un choix de huitième tour et les Cowboys un choix de douzi}eme tour.
| Tour | Équipe               | Joueur                | Position       | Université                     | Note |
| ---- | -------------------- | --------------------- | -------------- | ------------------------------ | ---- |
| 1    | Cowboys de Dallas    | Steve Walsh           | Quarterback    | Hurricanes de Miami            | ,    |
| 1    | Cardinals de Phoenix | Timm Rosenbach (en)   | Quarterback    | Cougars de Washington State    | ,    |
| 1    | Broncos de Denver    | Bobby Humphrey (en) † | Running back   | Crimson Tide de l'Alabama      | ,    |
| 8    | Bills de Buffalo     | Brett Young (en)      | Defensive back | Ducks de l'Oregon              | ,    |
| 12   | Cowboys de Dallas    | Mike Lowman           | Running back   | Red Ravens de Coffeyville (en) | ,    |